# Spadella lainezi
Spadella lainezi är en djurart som tillhör fylumet pilmaskar, och som beskrevs av Casanova, Hernandez och Jimenez 2006. Spadella lainezi ingår i släktet Spadella och familjen Spadellidae. Inga underarter finns listade i Catalogue of Life.